# Bešlinec
 Bešlinec  falu Horvátországban Zágráb megyében. Közigazgatásilag Kloštar Ivanićhoz tartozik.

## Fekvése
Zágrábtól 37 km-re délkeletre, községközpontjától  4 km-re északkeletre a megye keleti részén fekszik.

## Története
A falu 1773-ban az első katonai felmérés térképén bukkan fel „Dorf Besslinecz” néven. A kloštar ivanići Nagyboldogasszony plébániához tartozott. 1857-ben 214, 1910-ben 245 lakosa volt. Trianonig Belovár-Kőrös vármegye Križi járásához tartozott. A településnek 2001-ben 378 lakosa volt.

## Lakosság
| Lakosság változása | Lakosság változása | Lakosság változása | Lakosság változása | Lakosság változása | Lakosság változása | Lakosság változása | Lakosság változása | Lakosság változása | Lakosság változása | Lakosság változása | Lakosság változása | Lakosság változása | Lakosság változása | Lakosság változása |
| ------------------ | ------------------ | ------------------ | ------------------ | ------------------ | ------------------ | ------------------ | ------------------ | ------------------ | ------------------ | ------------------ | ------------------ | ------------------ | ------------------ | ------------------ |
| 1857               | 1869               | 1880               | 1890               | 1900               | 1910               | 1921               | 1931               | 1948               | 1953               | 1961               | 1971               | 1981               | 1991               | 2001               |
| 214                | 200                | 198                | 289                | 320                | 345                | 329                | 377                | 375                | 367                | 375                | 363                | 361                | 327                | 378                |

## Nevezetességei
A temetőben álló, a Szentháromság tiszteletére szentelt kápolnája 1924-ben épült.